# روب أكيرمان
روب أكيرمان (بالإنجليزية: Rob Ackerman)‏ هو كاتب مسرحي أمريكي، ولد في 1 ديسمبر 1958 في كولومبوس في الولايات المتحدة.

## روابط خارجية
- روب أكيرمان على موقع IMDb (الإنجليزية)